# Süßwassermilben

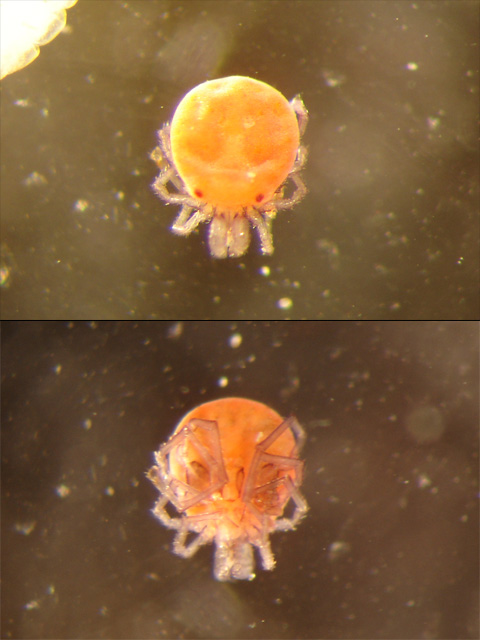
Eine Wassermilbe

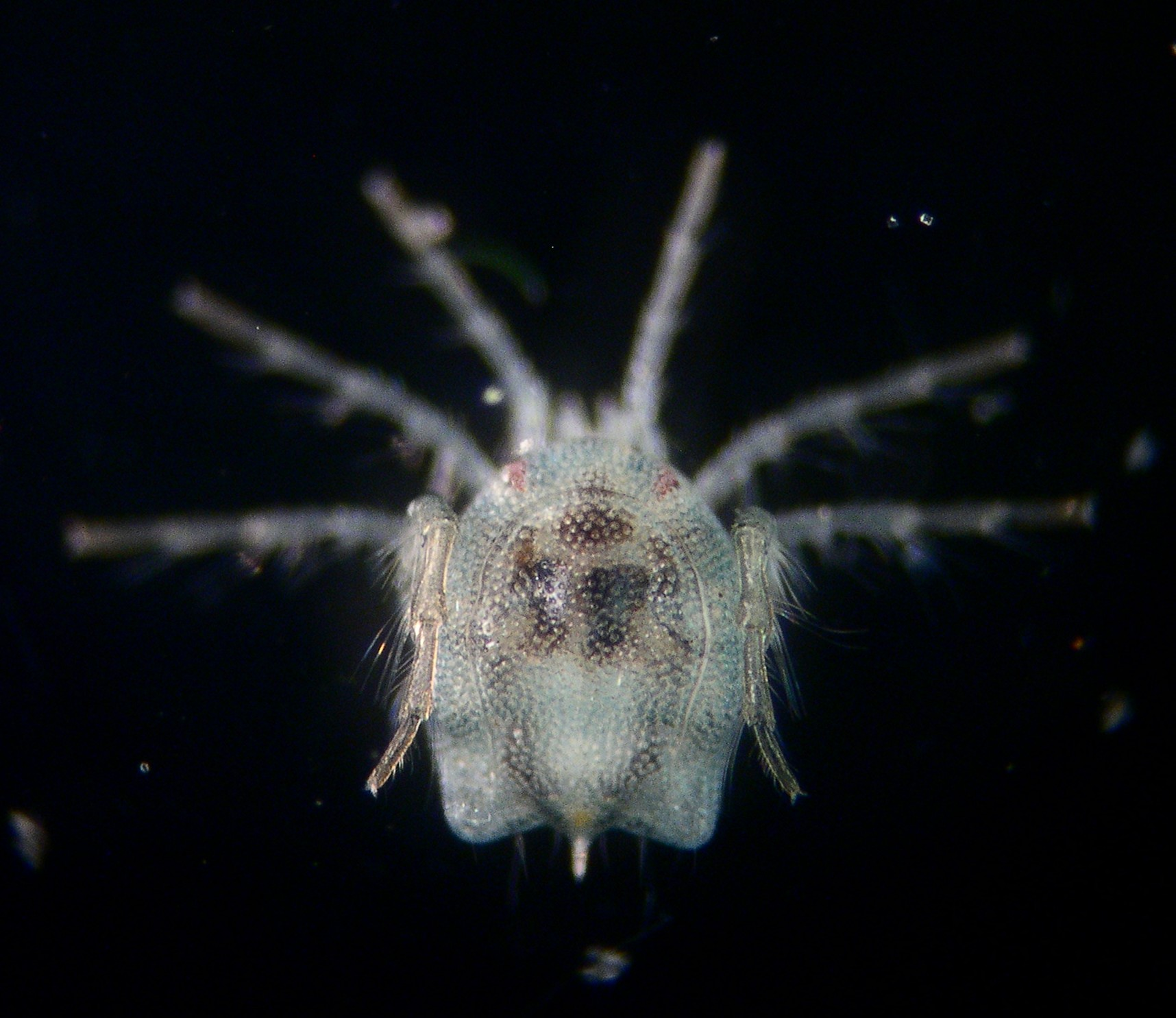
Männchen von Arrenurus fimbriatus

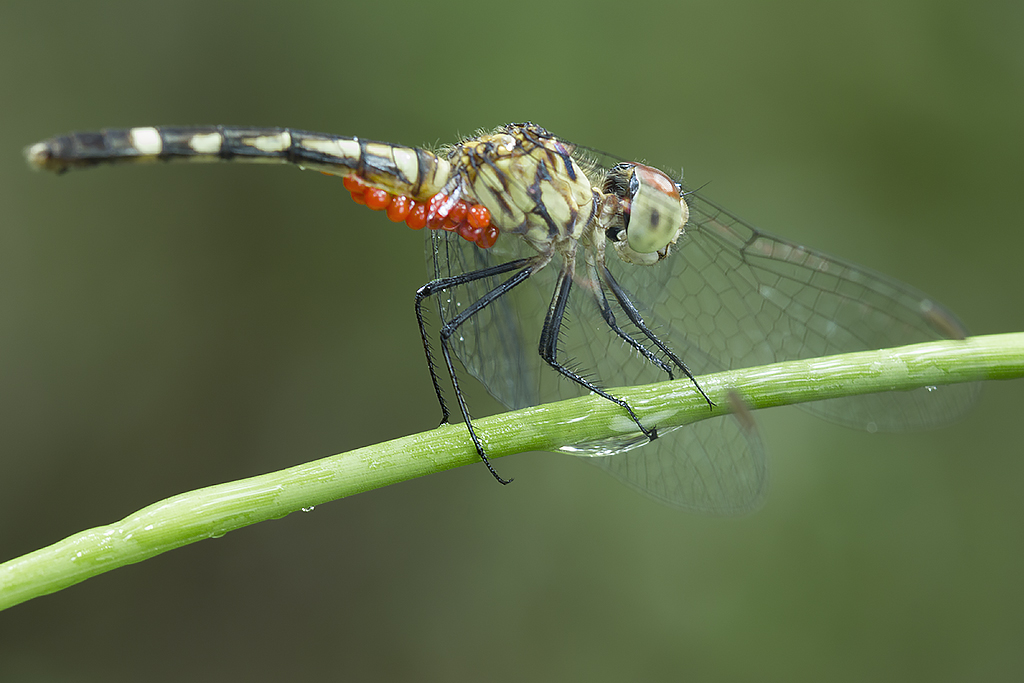
Libelle mit Wassermilben als Parasiten

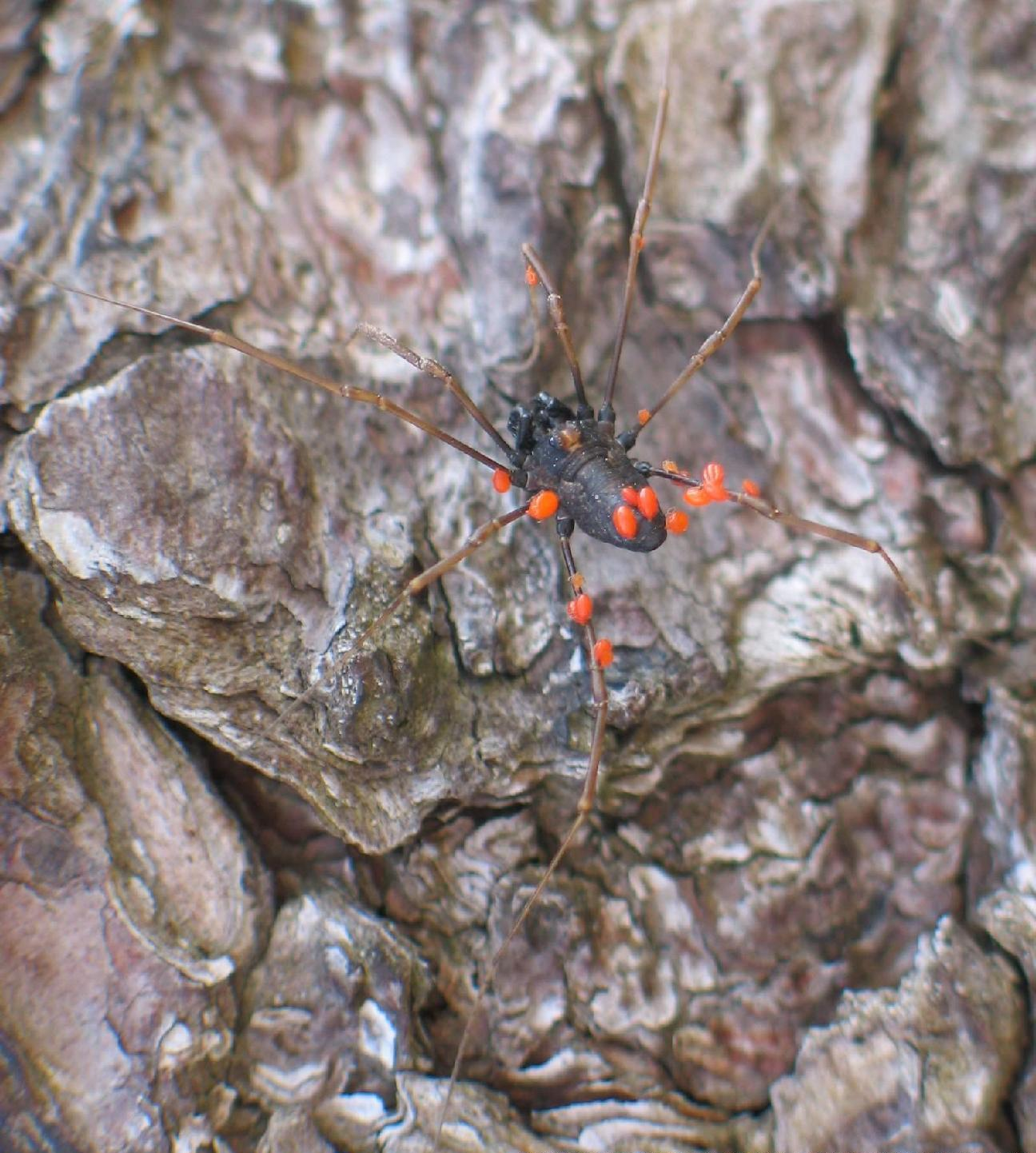
Weberknecht befallen von Wassermilben

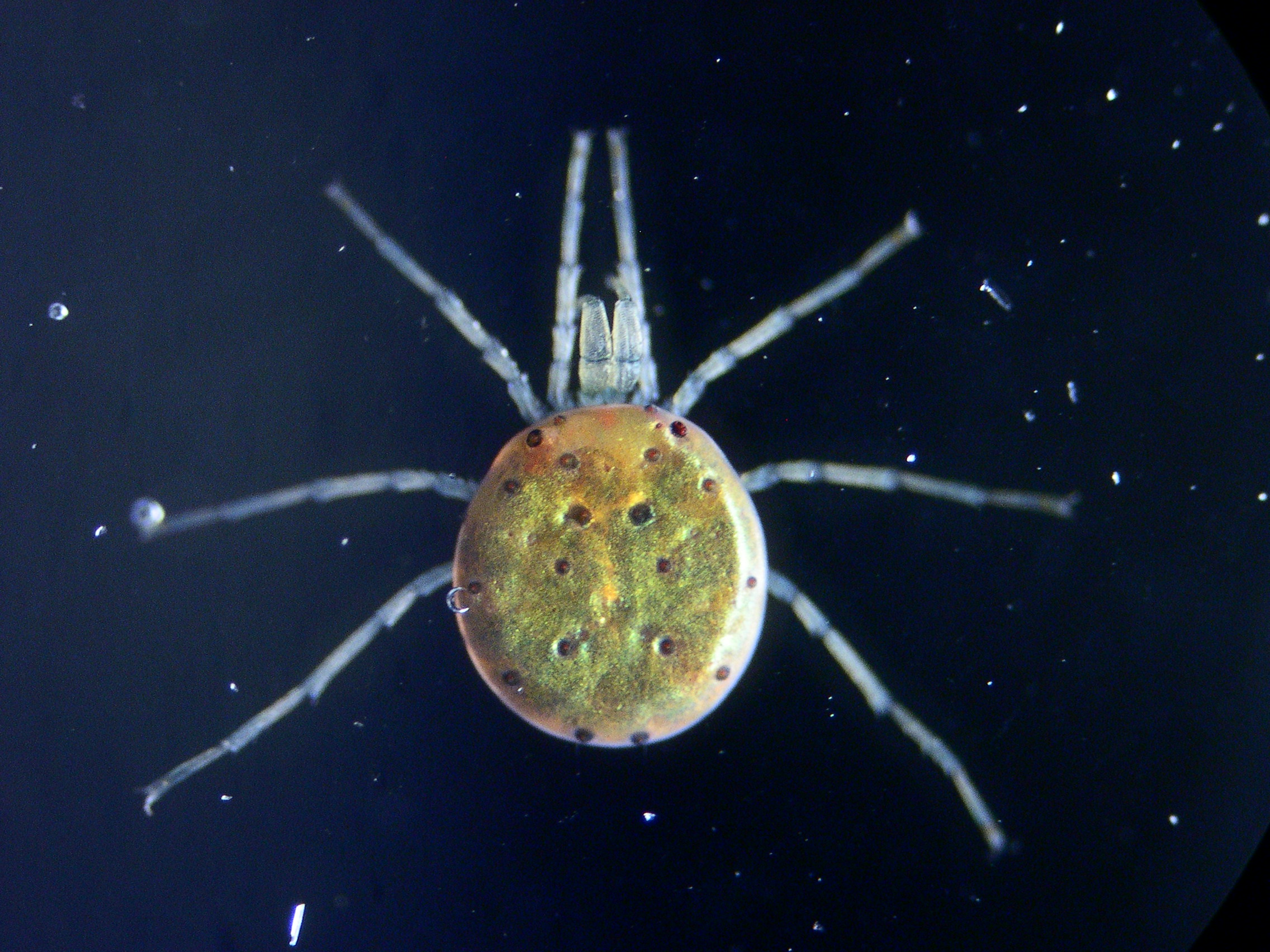
Weibchen von Sperchon glandulosus

Die Süßwassermilben (Hydrachnidiae, Syn.: Hydrachnidia, Hydrachnellae, Hydracarina) sind eine im Wasser lebende Gruppe der Parasitengonina innerhalb der Unterordnung Prostigmata der Milben. Sie umfasst je nach Autor sieben bis acht Überfamilien und ist weltweit mit mehreren tausend Arten in 47 Familien vertreten. Diese Milben besiedeln sämtliche Feuchtbiotope wie Stillgewässer (temporäre Kleingewässer, Seen, Teiche) und Fließgewässer (Flüsse, Bäche und Quellen). Einige Arten sind auch im Grundwasser vertreten. Zwei Gattungen mit insgesamt 17 Arten sind auch im marinen Bereich der Küstengewässer vertreten.

## Merkmale
Die systematische Stellung dieser Gruppe ist umstritten, viele Autoren und vor allem ältere Literatur gingen von einer wahrscheinlich polyphyletischen Gruppe aus, die nur durch die Anpassung der Lebensweise an das Wasser ähnliche Merkmale aufweist. Heute wird die Gruppe aber oft als monophyletisch eingestuft, hauptsächlich aufgrund der in der Cuticula vorhandenen Drüsen (Glandularia), die es sonst bei keiner anderen Milbengruppe gibt. Viele Süßwassermilben tragen typische Schwimmhaare an den Beinen. Die Palpen der Hydrachnidia sind in der Regel fünfgliedrig.

## Atmung
Süßwassermilben besitzen dasselbe Atmungssystem wie die anderen Spinnentiere. Dies ermöglicht es ihnen, auch außerhalb des Wassers atmen zu können. Sie haben ein geschlossenes Tracheensystem, das jedoch über die Hautoberfläche mit der Umgebung in Verbindung steht. Wenn die Haut zum Schutz stark verdickt ist, gibt es dicht stehende feine Poren, die bis an die Verästelungen der Tracheen reichen. Dadurch wird der Gasaustausch möglich. Ein entsprechend hoher Sauerstoffgehalt des Wassers ist ausschlaggebend. Dadurch sind Süßwassermilben ein Indikator für die Gewässergüte. Die Milben schwimmen in oberflächennahe, sauerstoffreiche Schichten, wenn sie unter Stress sind oder der Sauerstoffgehalt am Boden abnimmt. Viele Arten sind auf Wasserpflanzen zu finden, auf deren Blattoberfläche Sauerstoff abgegeben wird. Mit den mit Schwimmhaaren ausgestatteten Hinterbeinen können sie auch während des Sitzens frisches Wasser herbeistrudeln.

## Systematik
Die Systematik umfasst folgende in Europa verbreitete Überfamilien und Familien:
- Überfamilie Arrenuroidea
  - Arrenuridae
  - Acalyptonotidae
  - Athienemanniidae
  - Bogatiidae
  - Chappuisididae
  - Hungarohydracaridae
  - Krendowskiidae
  - Mideidae
  - Mideopsidae
  - Momoniidae
  - Neoacaridae
- Überfamilie Eylaoidea
  - Eylaidae
  - Limnocharidae
  - Piersigiidae
- Überfamilie Hydrachnoidea
  - Hydrachnidae
- Überfamilie Hydrovolzioidea
  - Hydrovolziidae
- Überfamilie Hydryphantoidea
  - Hydrodromidae
  - Hydryphantidae
- Überfamilie Hygrobatoidea
  - Aturidae
  - Feltriidae
  - Hygrobatidae
  - Limnesiidae
  - Pionidae
  - Pontarachnidae
  - Unionicolidae
- Überfamilie Lebertioidea
  - Anisitsiellidae
  - Lebertiidae
  - Oxidae
  - Rutripalpidae
  - Sperchontidae
  - Teutoniidae
  - Torrenticolidae

Fallweise wird auch die im Interstitial der Flüsse lebende 
- Überfamilie Stygothrombidioidea mit nur einer Familie 
  - Stygothrombididae

zur Gruppe der Süßwassermilben gezählt.

## Arten (Auswahl)
- Arrenurus buccinator
- Arrenurus globator
- Atractides ovalis (Sichelfußmilbe)
- Frontipoda musculus (Muschelkrebsmilbe)
- Hydrachna globosa (Kugelmilbe)
- Hydrachna geographica
- Hydrodroma despiciens (Gelbfußmilbe)
- Hydryphantes ruber (Sattelmilbe)
- Hygrobates longipalpis (Igelmilbe)
- Eylais extendens (Brillenmilbe)
- Lebertia insigens (Hüpfmilbe)
- Lebertia lineata (Runenmilbe)
- Limnesia spec. (Teichmilben)
- Limnochares aquatica (Sackmilbe)
- Neumania vernalis (Glasmilbe)
- Panisus michaeli (Fleckenmilbe)
- Piona nodata
- Sperchon glandulosus (Quellenmilbe)
- Unionicola aculeata